# Большая королева на бумаге верже
«Большая королева на бумаге верже» (англ. 2¢ Large Queen on laid paper) — филателистическое название самой редкой почтовой марки Канады стандартного типа (Sc #32), изданной в 1868 году и изображающей королеву Викторию.

## История и описание
Марка была выпущена в 1868 году, но была обнаружена лишь в 1925 году, при этом до сих пор известно о существовании только трёх таких марок.
Почтовая миниатюра с изображением профиля королевы Виктории (1819—1901) относится к «Большим королевам» («Large Queens»), которые стали первым выпуском Доминиона Канады. Своё название марки этого выпуска получили, чтобы отличать их от выпуска 1870 года, так называемых «Малых королев» («Small Queens»), который внешне очень похож по дизайну, но отличается меньшим размером марок. Большие королевы обычно печатались на веленевой бумаге, но марки номиналом в 1 цент, 2 цента и 3 цента также печатались на менее привлекательной бумаге верже. О существовании марок номиналом в 1 цент и 3 цента на бумаге верже было известно давно, хотя они и встречались нечасто.
В 1925 году появилось сообщение об обнаружении марки зелёного цвета номиналом 2 цента на бумаге верже, хотя многие авторитетные источники выражали сомнение в подлинности марки. Марка не включалась в каталог «Скотт» до 1930-х годов.
В 1950 году Билески (Bileski) сообщил о существовании ещё одной марки. Оба известных экземпляра марки гашёные и находятся в хорошем состоянии («fine»).
Аукционная оценочная цена марки составляет 250 тысяч долларов США.
Летом 2013 года был обнаружен третий экземпляр марки. Проведённая экспертиза подтвердила подлинность этого экземпляра.